# Лампарская, Магдалена
Магдалена Лампарская (пол. Magdalena Lamparska; род. 6 января 1988, Слупск) — польская актриса телевидения, кино и театра. Окончила Варшавскую Театральную Академию (2011).
В 2010 году получила приз фестиваля «Амурская осень» в Москве за лучшую женскую роль в фильме Валерия Пендраковского Только не сейчас.

## Фильмография
- 2007 Jutro idziemy do kina (Польша)
- 2008 Только не сейчас / Tylko nie teraz (Россия / Польша)
- 2008 - 2009 39 i pół (Польша)
- 2009 Zero (Польша)
- 2009 Możesz być kim chcesz? (Польша)
- 2010 Na dobre i na złe - эпизод 432 (Польша)
- 2010 - 2013 Hotel 52 (Польша)
- 2011 Ojciec Mateusz - эпизод 76 (Польша)
- 2011 Sałatka z bakłażana[2] (Польша)
- 2012 Big Love (Польша)
- 2012 Prawo Agaty - эпизод 28 (Польша)
- 2013 To nie koniec świata (Польша)
- 2014 Боги / Bogowie (Польша)
- 2020 365 дней (Польша)
- 2022 365 дней: этот день (Польша)
- 2022 Следующие 365 дней (Польша)